# Mohammed Tayeb Al Alawi
Mohammed Tayeb Al Alawi (13 ottobre 1989) è un calciatore bahreinita, centrocampista dell'Al-Najma e della Nazionale di calcio del Bahrain.

## Carriera

### Nazionale
Ha esordito in Nazionale nel 2011.